# Пороги (Ивано-Франковская область)
Поро́ги (укр. Пороги) — село в Солотвинской поселковой общине Ивано-Франковского района Ивано-Франковской области Украины.
Население по переписи 2001 года составляло 3126 человек. Занимает площадь 34 км². Почтовый индекс — 77743. Телефонный код — 03471.
На южной околице села расположены водопады Под Комыном, Под Комыном верхний и Липны́ки.

## Известные уроженцы
- Сосенко, Модест Данилович (1875—1920) — украинский художник.